# Pyributicarb
Pyributicarb ist eine chemische Verbindung aus der Gruppe der Thiocarbamate und ein 1993 von Tosoh eingeführtes Herbizid.

## Gewinnung und Darstellung
Pyributicarb kann ausgehend von m-tert-Butylphenol und Thiophosgen gewonnen werden. Deren Produkt reagiert mit 2-Amino-N-methyl-6-methoxypyridin zur Pytibuticarb.

## Verwendung
Pyributicarb wird im Reisanbau eingesetzt. Neben seiner herbiziden Wirkung besitzt es eine fungizide Nebenwirkung, weswegen es auch gegen Pilzerkrankungen im Zierrasen verwendet wird.
Die Verbindung wirkt durch Hemmung der Squalenepoxidase.

## Zulassung
Pyributicarb ist in der Europäischen Union und in der Schweiz nicht als Pflanzenschutzwirkstoff zugelassen.